# Гаррісон (округ, Огайо)
Шаблон:StateAbbr_ 40°17′ пн. ш. 81°05′ зх. д. / 40.29° пн. ш. 81.09° зх. д.
О́круг Га́ррісон (англ. Harrison County) — округ (графство) у штаті Огайо, США. Ідентифікатор округу 39067.

## Історія
Округ офіційно утворений 1 лютого 1813 року.

## Демографія
За даними перепису 2000 року, загальне населення округу становило 15 856 осіб, зокрема міського населення було 2850, а сільського — 13 006. Серед мешканців округу чоловіків було 7685, а жінок — 8171. В окрузі було 6398 домогосподарств, 4517 родин, які мешкали в 7680 будинках. Середній розмір родини становив 2,92.
Віковий розподіл населення поданий у таблиці:
| Стать    | До 15 років | 15-21 | 22-29 | 30-39 | 40-49 | 50-65 | 65-85 | Понад 85 |
| -------- | ----------- | ----- | ----- | ----- | ----- | ----- | ----- | -------- |
| Чоловіки | 1556        | 677   | 621   | 1008  | 1270  | 1389  | 1057  | 107      |
| Жінки    | 1428        | 639   | 670   | 1069  | 1294  | 1431  | 1364  | 276      |

## Суміжні округи
- Керролл — північ
- Джефферсон — схід
- Бельмонт — південь
- Гернсі — південний захід
- Таскарвас — захід

## Виноски
1. ↑  Ohio County Profiles: Harrison County. Ohio Department of Development. Архів оригіналу (PDF) за 13 липня 2013. Процитовано 28 квітня 2007.
2. ↑  Harrison County, Ohio. Архів оригіналу за 13 липня 2013. Процитовано 14 квітня 2007.
3. ↑  U.S. Decennial Census. United States Census Bureau. Архів оригіналу за 26 квітня 2015. Процитовано 8 лютого 2015.
4. ↑  Historical Census Browser. University of Virginia Library. Архів оригіналу за 11 серпня 2012. Процитовано 8 лютого 2015.
5. ↑  Forstall, Richard L., ред. (27 березня 1995). Population of Counties by Decennial Census: 1900 to 1990. United States Census Bureau. Архів оригіналу за 14 лютого 2015. Процитовано 8 лютого 2015.
6. ↑  Census 2000 PHC-T-4. Ranking Tables for Counties: 1990 and 2000 (PDF). United States Census Bureau. 2 квітня 2001. Архів оригіналу (PDF) за 18 грудня 2014. Процитовано 8 лютого 2015.
7. ↑  State & County QuickFacts. United States Census Bureau. Архів оригіналу за 6 червня 2011. Процитовано 8 лютого 2015.(англ.) Наведено за англійською вікіпедією.
8. ↑  American FactFinder. Бюро перепису населення США. Архів оригіналу за 21 травня 2008. Процитовано 31 січня 2008.

| США | Це незавершена стаття з географії США. Ви можете допомогти проєкту, виправивши або дописавши її. |